# Västeraspby
Västeraspby is een gehucht binnen de Zweedse gemeente Kramfors. Het plaatsje ligt nabij het stadje Prästmon en kreeg enige bekendheid als spoorknooppunt. Het traject van de Botniabanan werd op 28 augustus 2011 in gebruik genomen en de treinen moeten voor het traject tussen Umeå en Kramfors via dit knooppunt. De Botniabanan sluit hier aan op / splitst zich hier af van het traject van de spoorlijn Sundsvall - Långsele. Nabij het dorp ligt ook het Kramfors-Sollefteå flygplats. Het ligt net als haar tegenhanger Österaspby aan de Ångermanälven.